# Milkor MGL
Milkor MGL (Multiple Grenade Launcher) je víceranný pěchotní granátomet ráže 40 mm. Podobně jako revolvery je zbraň vybavena šestiranným otočným válcem, hlaveň je drážkovaná s progresivním vývrtem. Otáčení válce zajišťuje pružina, kterou střelec napne před střelbou otočením válcem. Nabití zbraně se provádí uvolněním čepu v ose válce po kterém se hlaveň s válcem odklopí do boku proti rámu zbraně. Dokáže vystřelit jeden granát za cca 1,5 sekundy. Slouží jako policejní zbraň, výzbroj vojáků. Ke střelbě slouží tříštivotrhavé, dýmové nebo slzné granáty.  Zbraň je vybavena tzv. ris lištami, které slouží k upevnění příslušenství jako je laser, svítilna, rukojeť nebo třeba kolimátor. Zbraň je vyráběna ve dvou verzích přičemž ta druhá se liší kratší hlavní. Zvláštností je ramenní opěrka (pažba), která je polohovatelná dle potřeb střelce. Pažbu lze vysunout do třech různých poloh a lze naklonit výš čí níž podle vzdálenosti, na jakou střelec míří.